# Gerald Reitlinger

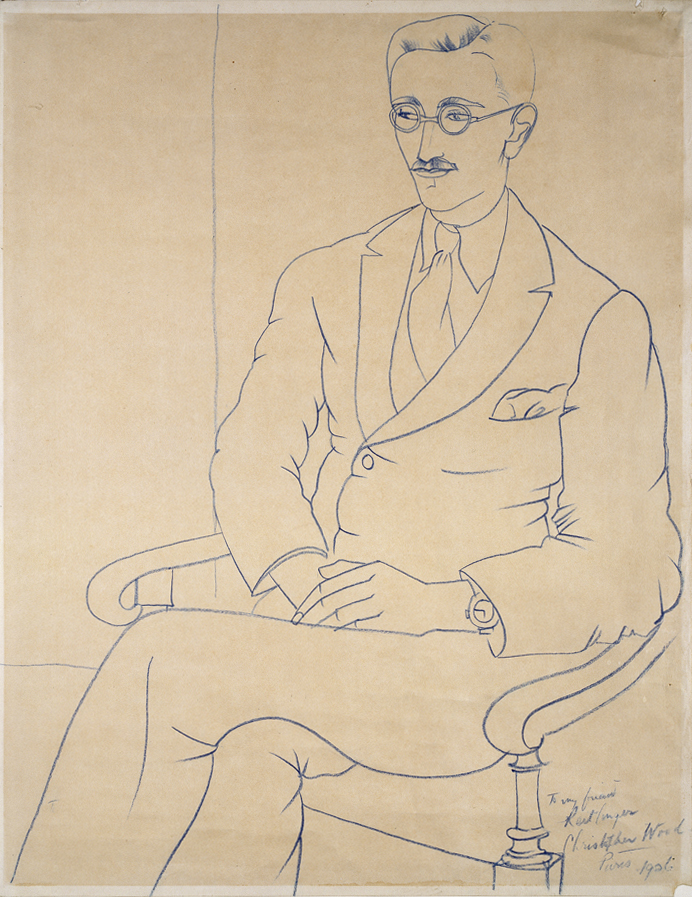
Gerald Reitlinger, Porträt von Christopher Wood aus dem Jahr 1926.

Gerald Roberts Reitlinger (* 2. März 1900 in London; † 8. März 1978 in St Leonards-on-Sea, Hastings, Sussex) war ein britischer Historiker, Archäologe und Autor.

## Leben
Er wurde als Sohn des Londoner Bankiers Albert Reitlinger und Emma Brunner in London geboren. Nach der Schulzeit in Westminster School diente er kurz im Middlesex Regiment während des Ersten Weltkriegs und studierte danach in Oxford Kulturwissenschaften. Anschließend studierte er an der Kunstakademien Slade School of Fine Art und der Westminster School of Art, um Künstler zu werden. Seine Bilder wurden bereits während seines Aufenthalts in London ausgestellt. Zwischen 1927 und 1929 war er Herausgeber der Kunstzeitschrift Drawing and Design.
1930 bis 1931 nahm er an einer Ausgrabung teil, die vom Field Museum in Chicago finanziert wurde, dann an einer zweiten für die Universität Oxford, bei der er stellvertretender Leiter war. Bis zu seinem erneuten Dienst, diesmal im Zweiten Weltkrieg, sammelte er syrische und persische Keramiken und schrieb einige Bücher über seine Reisen nach Armenien, den Nahen Osten bis nach China.
Wegen gesundheitlicher Probleme lebte er zurückgezogen. Seine Ehe mit Dorothy Jardas wurde bald geschieden, und 1945 heiratete er erneut, diesmal die wohlhabende Witwe Eileen Anne Graham Bell.
Nach dem Krieg begann er sein erstes Buch The Final Solution über Nazi Germany und Fragen des Holocausts zu schreiben, das 1953 erschien, danach folgte 1956 der Titel The SS: Alibi of a Nation. 1960 veröffentlichte er den ersten Teil seiner Untersuchung des Kunstmarktes des 18. Jahrhunderts in Frankreich, The Economics of Taste.
Reitlinger starb 1978 an einer Gehirnblutung im Pflegeheim St. Leonards in Sussex.
Zu seinen Lebzeiten war er ein begeisterter Sammler von asiatischen und islamischen Keramiken. Seine große Sammlung, die kurz vor seinem Tod durch ein Feuer beschädigt wurde, vermachte er dem Ashmolean Museum in Oxford, wo sie heute die Gerald Reitlinger Gallery bildet.
Im Jahr 2017 machten die Historiker Götz Aly und René Schlott publik, dass das Münchner Institut für Zeitgeschichte (IfZ) 1953 die Veröffentlichung von The Final Solution in deutscher Übersetzung abgelehnt hatte, „weil – so steht es im Protokoll – das die Pläne zu einer eigenen umfassenden Geschichte des Nationalsozialismus „stören“ würde“, so Aly. Diese Entdeckung – sowie zwei negative Gutachten des IfZ über Hilbergs Werk Die Vernichtung der europäischen Juden, die dessen deutsche Ausgabe um 18 Jahre verzögerten – führte zu einer Kontroverse über die nicht aufgearbeitete Vergangenheit des Instituts.
Gerald Reitlinger war ein Cousin des österreichischen Industriellen Friedrich Reitlinger.

## Publikationen
- A Tower of Skulls. A Journey Through Persia and Turkish Armenia, London: Duckworth, 1932.
- South of the Clouds. A Winter Ride Through Yün-nan, London: Faber & Faber, 1939.
- The Final Solution. The Attempt to Exterminate the Jews of Europe 1939–1945, London: Vallentine, Mitchell 1953.
  - Deutsche Ausgabe: Die Endlösung. Hitlers Versuch der Ausrottung der Juden Europas 1939–1945, Berlin: Colloquium Verlag 1956. ISBN 3-7678-0807-2.
- The SS: Alibi of a Nation 1922–1945, London: Heinemann 1956.
  - Deutsche Ausgabe: Die S.S. – Tragödie einer deutschen Epoche, München: Desch 1957.
- The House Built on Sand. The Conflicts of German Policy in Russia 1939–1945, London: Weidenfeld & Nicolson, 1960.
  - Deutsche Ausgabe: Ein Haus auf Sand gebaut. Hitlers Gewaltpolitik in Russland 1941–1944, Hamburg: Rütten & Loening 1962.
- The Economics of Taste, 3 Bände, London: Barrie & Rockliff 1961–1970.
  - Bd. 1: The Rise and Fall of Picture Prices 1760–1960, London: Barrie & Rockliff 1961.
  - Bd. 2: The Rise and Fall of Objets d’Art Prices since 1750, London: Barrie & Rockliff 1963.
  - Bd. 3: The Art Market in the 1960s, London: Barrie & Rockliff 1970.